# Armlæn
Et armlæn er en del af et møbel, hvor armene kan hvile.
Et armlæn er et muligt ekstraudstyr til et siddemøbel såsom en stol. Ved siden af sædet og i reglen både til højre og venstre kan en underarm lænes på armlænet, der almindeligvis findes parvis. De tjener til komfort.
Armlæn findes på mange slags stole, f.eks. liggestole, lænestole, sofaer, kontorstole, flysæder, kørestole og til mange bilsæder og sæder i jernbanevogne.
I mange biler er der armlæn i midterkonsollen mellem forsæderne og undertiden også bagsæderne, men i reglen også i dørene. Biler i den højere prisklasse har armlæn med plads til drikkeflasker og betjeningspanel til elektriske enheder.

## Historie
Armlæn på stole kan findes helt tilbage til oldtiden. Således kendte allerede assyrerne til armstole, og også romerne kendte til armlæn, hvilket kan ses på freskomalerier.

### Inspiration fra Kina
I 1600- og 1700-tallet var de såkaldte "kineserier" (kinesisk inspirerede genstande og motiver) på mode i Europa. Europæerne importerede mange genstande fra Kina og lod sig inspirere af dem i udformning af deres egne varianter. Blandt de importerede genstande var også kinesiske stole. Disse stole havde tre vidt forskellige udformninger af armlæn:
Den første type var bambusstole. Bambusrør blev skåret, bøjet og sammenføjet til stole med 6 ben: fire fortil (som led i en afskåret forkant) og to bagtil. Armlæn på disse stole var vandrette, men det var ikke blot armlæn. Rummet mellem armlænet og stolesædet var udfyldt af dekorationer, således at sædet blev lukket både af stoleryggen og på siderne op til armlænshøjde. Denne form anvendes endnu i mange stofbeklædte stole, hvor armlænet i virkeligheden er en stoleside.
Den anden type var stole, hvor armlæn hældede nedad fortil, og hvor armlæn bagtil svang opad og derved kom til at gå i ét med stoleryggen. Disse armlæn var også udformet med "hesteskosving", det vil sige i en U-bøjet form, der helt fortil svang sig skarpt udad. Sådanne stole fandt vej til Europa (også Danmark) i 1730'erne, da supercargoer af kinesiske "facemakere" fik lavet kinesiske portrætfigurer, som oftest siddende i en stol af denne type. Denne stoletype blev i 1943 kopieret af Hans Wegner i hans berømte "kinastol".
Den tredje type var en "klassisk" armstol, hvor armlænet er vandret og bagtil tappet ind i stoleryggens ene ben, fortil er stolebenet nedefra tappet ind i undersiden af armlænet.

### Funktionelle armlæn
I nyere tid har man fundet ud af at inddrage armlænet til funktionelle opgaver, for eksempel med askebægre og bægerholdere.